# Os Imortais
Os Imortais é um filme de ação português de 2003, realizado e escrito por António-Pedro Vasconcelos. Adaptado do romance Os Lobos Não Usam Coleira de Carlos Vale Ferraz, a longa-metragem é protagonizada por Joaquim de Almeida (interpretando o ex-comando Roberto Alua) e Nicolau Breyner (no papel de Inspetor Joaquim Malarranha) e acompanha um grupo de ex-combatentes que, para homenagear um amigo que morreu, decidem organizar um crime. O filme estreou em Portugal a 7 de novembro de 2003.

## Sinopse
Todos os anos, quatro ex-comandos de uma unidade especial da guerra colonial reúnem-se para comemorar os feitos da guerra e manter o grupo unido. Autointitulam-se Imortais - sobreviventes de uma guerra que lhes deixou marcas e os impede de ter uma vida normal. Ainda comemoram o seu quinto camarada, que morreu durante uma operação de comando em circunstâncias inexplicáveis, e cujo corpo carbonizado nunca pôde ser claramente identificado. Nestes reencontros anuais, fazem-se acompanhar por quatro mulheres, para umas férias curtas extravagantes. Em 1985, o encontro acontece no Algarve, em Albufeira. Fartos da pasmaceira do país, decidem assaltar um banco.
Apesar do sucesso do assalto, a companhia de Aluas, a francesa femme fatale Madeleine Durand, faz abalar a coesão incondicional do grupo. Começa a ser evidente que Alua, é o único que conhece a surpreendente verdade acerca do desaparecimento do quinto Imortal. O detetive inspetor Malarranha está a poucos dias de sua reforma quando assume o caso. Também na vida privada os caminhos de todos os envolvidos se cruzam cada vez mais. Depois de uma série de atos de violência e mortes, o filme termina com um comissário aposentado que encontra a sua vocação de guitarrista no bar de fado do único sobrevivente dos quatro Imortais.  

## Elenco
- Joaquim de Almeida, como Roberto Alua.[2]
- Nicolau Breyner, como Joaquim Malarranha.[4]
- Emmanuelle Seigner, como Madeleine Durand.
- Rogério Samora, como Horácio Lobo,
- Rui Unas, como Vítor Pratas,
- Filipe Duarte, como Abel Cavaco.
- Joaquim Nicolau, como Sérgio Mano.
- Paula Mora, como Filó.
- Ana Padrão, como Sara.
- Alexandra Lencastre, como Maria Antónia.
- Maria Rueff, como Severina.
- João D'Ávila, como Padre.

## Equipa técnica
- Realização: António-Pedro Vasconcelos[5]
- Assistentes de realização: Martim Corrêa, Francisco Antunes, Jorge Costa
- Argumento: António-Pedro Vasconcelos
- Colaboração no argumento: António Tavares Teles, Vicente Alves do Ó, Clare Downs
- Direção de fotografia: Barry Ackroyd
- Decoração: João Calvário
- Figurinos: Cynthia Dumont
- Chefe de guarda-roupa: Ulli Simon
- Música: Gast Waltzing
- Montagem: Scott Thomas
- Som: Carlo Thoss
- Efeitos sonoros: Ruth Sullivan, Miguel Lima
- Misturas: Branko Neskov
- Produção: Jani Thiltges, António da Cunha Telles, Julie Baines, Jason Newmark, Luís Galvão Teles, Luís Bordalo Silva, Claude Waringo
- Direção de produção: Antónia Seabra, Jean-Luc Zehnter
- Chefes de produção: Paulo Guedes, Vasco Mensurado

## Produção
Os Imortais é uma produção liderada por Jani Thiltges entre Portugal, Reino Unido e Luxemburgo, através das empresas produtoras Samsa Film (Luxemburgo), Animatógrafo 2 (Portugal), Fado Filmes (Portugal), Dan Films (Reino Unido), em co-produção com a RTP e a Lusomundo Audiovisuais, e a participação financeira do Instituto do Cinema Audiovisual e Multimédia, Fonds National de Soutien à la Production Audiovisuelle du Grand-Duché de Luxembourg e Ingenious Films Ltd. O argumento de António-Pedro Vasconcelos, escrito com a colaboração de António Tavares Teles, Vicente Alves do Ó e Clare Downs, é uma adaptação livre do romance Os Lobos Não Usam Coleira, de Carlos Vale Ferraz. Mafalda Arnauth escreveu e cantou um novo Fado para o filme, que interpreta ao vivo em cena.

### Casting
Vasconcelos escreveu o filme idealizando o personagem Joaquim Malarranha para Nicolau Breyner "porque era um ator único, que sabia muito bem interpretar todas as emoções – a tristeza, a alegria, a ironia – e doseá-las para cada cena". Para interpretar o papel da francesa Madeleine Durand, foi escolhida Emmanuelle Seigner, ainda que não tivesse qualquer conhecimento de língua portuguesa. A atriz pediu para interpretar os seus próprios textos em português, tendo tido a ajuda de professores de pronúncia. O seu marido, o realizador Roman Polański, visitou-a várias vezes no set do filme, com os filhos de ambos. Para interpretar o grupo de personagens que dá título ao filme, foram contratados Joaquim de Almeida, Rogério Samora, Joaquim Nicolau e Rui Unas, que se estreia em cinema neste filme.

### Rodagem
A filmagem decorreu durante 2002 e representou desafios para o realizador e a sua equipe. Para além dos constrangimentos de três idiomas serem falados no set, e os dias de produção em exteriores tiveram de ser alterados várias vezes devido a uma quantidade incomum de chuva. 
Para reproduzir as cenas do filme ambientadas em 1985 da forma mais fiel possível, foram utilizados automóveis da época e placas válidas antes da adesão de Portugal à CEE. Os arranjos interiores dos apartamentos e as roupas e penteados também foram adaptados à época.

## Temas e estilo
Num género vagamente policial, interligando conversas humorísticas, cenas eróticas e segmentos de ação, o realizador António-Pedro Vasconcelos constrói um filme com algum suspense, procurando captar o ambiente no pós-Guerra Colonial através de personagens que demonstram o marasmo que era viver sem a adrenalina da guerra, no Portugal dos anos 80. Os Imortais tenta explorar como essas profundas convulsões sociais afetam papéis de género e convenções sociais. Os quatro veteranos são caracterizados pela sua dureza e violência. São membros bem-sucedidos da sociedade, mas permanecem inadaptados, sem conseguir abandonar o mindset de militares. Os quatro veteranos representam uma parte atrasada da sociedade moldada pelo regime do Estado Novo e traumatizada pela guerra colonial. Paralela a esta geração está o personagem Malarranha, com a qual o filme traça o estado de espírito do país em meados da década de 1980, que se caracterizou pelo surgimento dos yuppies e da era conservador-neoliberal de Cavaco Silva.
Os Imortais enquadra-se numa linha de ex-realizadores do movimento do Novo Cinema, que processam conteúdos relevantes em termos de entretenimento, numa procura alcançar o público e resultados de bilheteira, sem pôr em causa critérios de qualidade. Nesse sentido, Vasconcelos tornou-se o expoente de maior sucesso desta direção. Este seu filme demarca-se do cinema de autor, não se rende demasiado a uma vertente comercial, ainda que se denote a preocupação máxima em entreter um grande público.

## Distribuição
A antestreia do filme em Portugal decorreu a 4 de novembro de 2003, na Culturgest (Lisboa). Sendo distribuído pela Lusomundo Audiovisuais, o filme viria a estrear comercialmente a 7 de novembro do mesmo ano.
Em 2004, o filme foi lançado em DVD numa edição dupla de colecionador, editado pela Lusomundo em Portugal. Em 2010, uma nova edição do DVD foi lançada, incluíndo também o filme Jaime de Vasconcelos.

## Receção

### Audiência
Os Imortais foi bem recebido pelo público, tendo totalizado 51.476 espetadores em Portugal.

### Crítica
A crítica especializada teceu comentários negativos ao filme, ainda que o elogio ao elenco tenha sido generalizado. As interpretações de Paula Mora, antes conhecida apenas como atriz de teatro, e Rui Unas, conhecido apenas como humorista, surpreenderam os críticos. O desempenho de Nicolau Breyner foi universalmente aplaudido. José Vieira Mendes (Magazine HD) escreve que o ator "é absolutamente notável, de uma serenidade comovente e que consegue talvez o melhor papel da carreira do grande ator nos filmes portugueses."
Quanto às falhas do filme, Rui Francisco Pereira (Espalha Factos) destaca a banalidade do enredo: "A premissa pertinente cedo cai por terra, revelando uma trama previsível e com um desfecho medíocre. As sequências de ação, às quais o filme recorre com excessiva frequência, são datadas." Os comentadores de cinema do Público vão além destas críticas. Vasco Câmara defende que o enredo é "guilhotinado pelo dispositivo de flashbacks". Kathleen Gomes critica a abordagem aos temas do filme, descrevendo-o como "um mero esboço do que seria, porventura, mais interessante: um retrato de conjunto de uma virilidade crispada, confrontada com os fantasmas da guerra". Em concordância, Luís Miguel Oliveira defende que "infelizmente, o tema não só fica escondido como se deixa afogar por completo dentro duma estrutura narrativa terrivelmente confusa".

### Premiações
O filme ganhou o Globo de Ouro 2004 de melhor ator (para Nicolau Breyner) e foi premiado com o prémio do público de melhor filme nos Caminhos do Cinema Português em Coimbra. 
| Ano  | Premiação                            | Categoria                       | Trabalho                   | Resultado | Ref.   |
| ---- | ------------------------------------ | ------------------------------- | -------------------------- | --------- | ------ |
| 2004 | Coimbra Caminhos do Cinema Português | Prémio do público: Melhor filme | Os imortais, Jani Thiltges | Venceu    | [ 19 ] |
| 2004 | Globos de ouro, SIC                  | Melhor ator                     | Nicolau Breyner            | Venceu    | [ 20 ] |
| 2004 | Globos de ouro, SIC                  | Melhor atriz                    | Paula Mora                 | Indicado  | [ 20 ] |